# إسماعيل سرور
إسماعيل سرور (12 ديسمبر 1969 -)، ممثل كويتي. كانت بدايته كممثل بعام 1985 من خلال مسرحية الشاطر حسن، و شكل ثنائي مع طارق العلي وشعبان عباس.

## أعماله

### من المسلسلات والبرامج
- سليمان الطيب.
- غنائيات - برنامج كوميدي.
- مسرحيات 2000 - مسرحية تلفزيونية.
- الخطر معهم - أكثر من موسم.
- داووديات - برنامج كوميدي.
- سوق المقاصيص.
- سر الحياة.
- ديوان السبيل.
- مصنع الرجال.
- شمس القوايل.
- جامعه أي شي.
- بين عصرين.
- غطاية وغناية.
- سدرة البيت.
- زوارة خميس.
- فص كلاص.
- بي بي - برنامج كوميدي.
- سعيد الحظ.
- جدر الوالدة.

### من المسرحيات
- الشاطر حسن.
- المدرسة العجيبة.
- طاح مخروش.
- لعيونك.
- لن أعيش في جلباب زوجتي.
- إلي يدري يدري.
- آه يا درب الزلق.
- مايصح الا الصحيح.
- سوبر صطار.
- الريموت - عرضت في السعودية.[2]
- جزيزة الكنز.
- واتساب.
- فضيحة.

## روابط خارجية
- إسماعيل سرور على موقع قاعدة بيانات الأفلام العربية